# James Gibbons
James Gibbons (né le 23 juillet 1834 à Baltimore aux États-Unis, et mort le 24 mars 1921 à Baltimore) est un cardinal américain du XIXe siècle et du début du XXe siècle.

## Biographie
Il est nommé évêque titulaire d'Adramytte (de) et vicaire apostolique de Caroline du Nord en 1868. Il est transféré à Richmond en 1872 puis à Baltimore en mai 1877 comme archevêque-coadjuteur avec le titre d'archevêque titulaire d'Ionopolis (de), puis, en octobre de la même année, comme archevêque. Il participe au concile de Vatican I en 1869-1870.
Le pape Léon XIII le crée cardinal au consistoire du 7 juin 1886. Il participe au conclave de 1903, à l'issue duquel Pie X est élu et au conclave de 1914 (élection de Benoît XV).

### Jeunesse
James Gibbons est le quatrième de six enfants dans une famille irlandaise originaire du comté de Mayo. Ses parents, Thomas Gibbons et son épouse Bridget, née Walsh, ont émigré à Baltimore. Thomas Gibbons est atteint de tuberculose en 1839 et décide de retourner en Irlande avec sa famille pour profiter, croit-il, d'un air meilleur pour sa santé. Il ouvre une épicerie à Ballinrobe, où le jeune James reçoit sa première éducation. Thomas Gibbons meurt en 1847 et toute la famille repart pour les États-Unis en 1853 et s'installe à La Nouvelle-Orléans. Il vit donc en Irlande de l'âge de cinq ans à l'âge de dix-neuf ans.

### Prêtrise
James Gibbons décide de devenir prêtre en 1855, après avoir été touché par un sermon du cofondateur des prêtres paulistes, le P. Clarence Walworth. Il entre au collège Saint-Charles d'Ellicott City en 1855 et deux ans plus tard au séminaire de Baltimore. Il est atteint pendant ses études d'une grave crise de malaria, à tel point que ses supérieurs hésitent à l'ordonner à cause de la faiblesse de sa santé. Il est tout de même ordonné prêtre le 30 juin 1861 par Mgr Kenrick, archevêque de Baltimore. Il devient vicaire de la paroisse Saint-Patrick de Fells Point, pendant six semaines, avant de devenir le premier desservant de l'église Sainte-Brigitte du quartier de Canton à Baltimore, et vicaire de l'église Saint-Laurent du quartier de Locus Point, toujours dans la même ville. Il est aussi aumônier à Fort McHenry pendant la guerre de Sécession. Il est en faveur des Nordistes, bien qu'étant habitant du Sud.
Le P. Gibbons est nommé secrétaire privé de l'archevêque de Baltimore, Mgr Spalding, en 1865. Il participe à la préparation du second synode plénier de Baltimore d'octobre 1866, à l'issue duquel il est décidé de créer un vicariat apostolique pour la Caroline du Nord. James Gibbons en est nommé à la tête.

### Carrière épiscopale

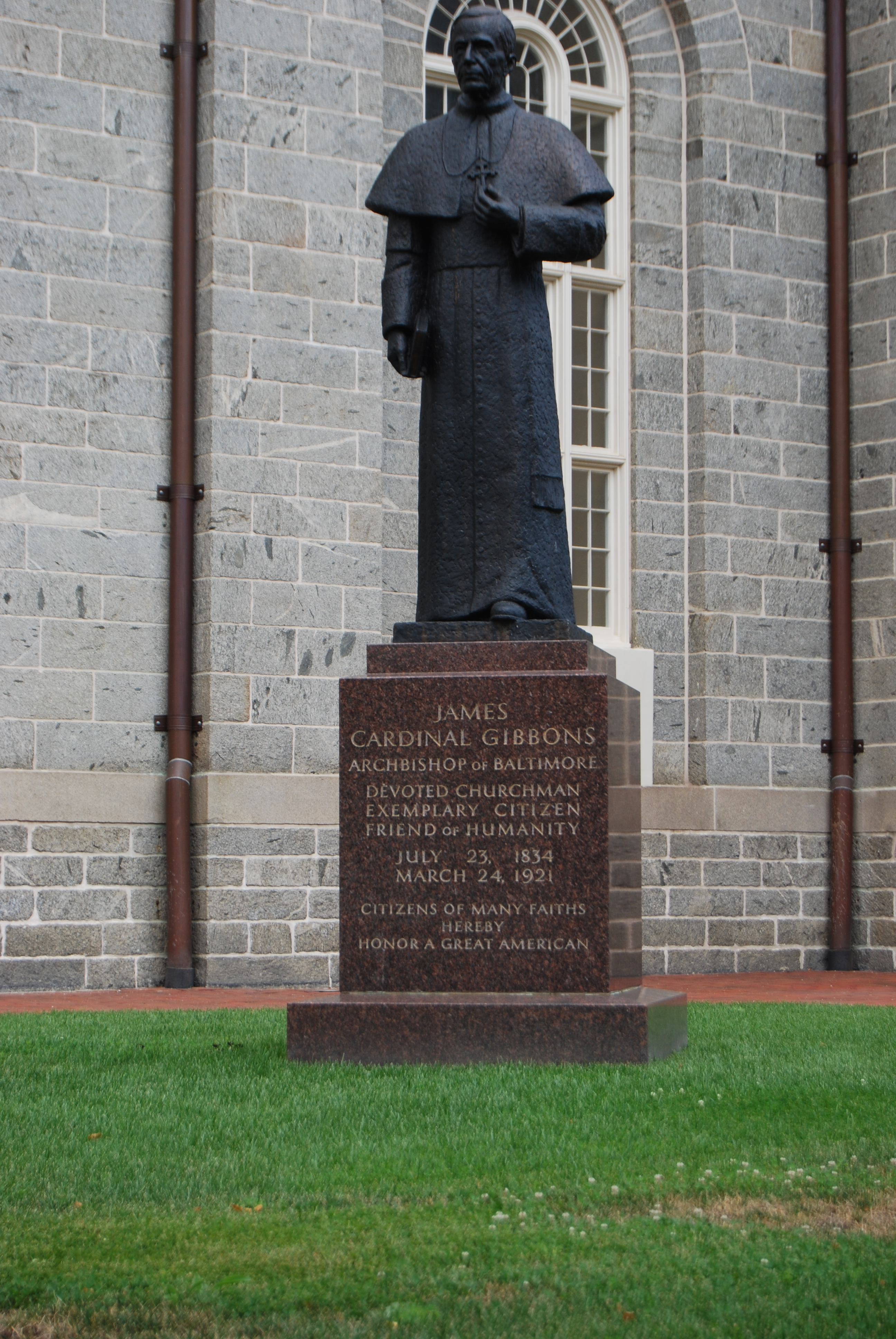
Statue du cardinal Gibbons sur le côté de la basilique de Baltimore

James Gibbons est nommé vicaire apostolique de la Caroline du Nord, le 3 mars 1868 et évêque titulaire d'Adramytte (de). Il a trente-trois ans. Il reçoit sa consécration épiscopale le 15 août suivant des mains de Mgr Spalding avec NNSS Neeson Lynch (en) et Domenec (en), comme coconsécrateurs. Il vient d'avoir trente-quatre ans. C'est l'un des évêques les plus jeunes de l'époque.
Son vicariat ne comprend que sept mille catholiques. Il parcourt le territoire pour distribuer les sacrements, établit de bonnes relations avec la majorité protestante et écrit un ouvrage apologétique  The Faith of our Fathers, qui est toujours l'un des plus lus du genre, écrit par un Américain. Il devient rapidement une figure du catholicisme américain et conseille même les présidents de l'époque. Il soutient également la première mission en Asie de la jeune Eglise catholique américaine, à savoir celle du Bengale oriental, dirigée par Mgr Pierre-Joseph Hurth, CSC. 
Mgr Gibbons participe au concile Vatican I de 1869-1870 et se prononce en faveur de l'infaillibilité pontificale. Il assume en plus à son retour la charge d'administrateur apostolique du diocèse de Richmond en Virginie en janvier 1872. Il est nommé évêque de ce diocèse, le 30 juillet 1872 et installé le 20 octobre suivant. Il est nommé ensuite archevêque coadjuteur de Baltimore en mai 1877. IL en devient l'archevêque à la mort en octobre de Mgr Bayley.
Mgr Gibons est créé cardinal en 1886, devenant ainsi le deuxième cardinal américain de l'histoire. Il soutient la fondation de la Catholic University of America et en devient le premier chancelier en 1887. Il est le récipiendaire de la lettre de Léon XIII Testem benevolentiae nostrae (1899) à propos de l'américanisme.

## Cause ouvrière
Le cardinal Gibbons se fait l'avocat de la cause ouvrière, en particulier en ce qui concerne la protection sociale des ouvriers, alors que l'industrialisation rapide de la côte est, remet en cause les équilibres sociaux. Il déclare à ce sujet que « c'est le droit des classes laborieuses d'assurer leur protection et le devoir du peuple entier de remédier à l'avarice, de lutter contre l'oppression et la corruption ». Le cardinal joue un rôle déterminant dans le processus qui aboutit à la permission donnée par le pape pour tout catholique de s'inscrire à des associations de travailleurs ou syndicats chrétiens. Il soutient les Knights of Labor (chevaliers du travail), association ouvrière qui comprend une forte proportion de catholiques, et qui évite la censure pontificale.
Le cardinal Gibbons gagne dès lors la réputation de défenseur des ouvriers, réfutant l'interprétation marxiste de la conscience de classe et la violence industrielle, dans la droite ligne de la doctrine sociale de l'Église et Rerum Novarum. Une grande partie de sa célébrité provient aussi de ses ouvrages. À la fin de sa vie, il soutient la formation du National Catholic Welfare Council.

## Succession apostolique
James Gibbons a ordonné les évêques suivants :
- Archevêque John Joseph Keane (en) (1878)
- Archevêque Francis August Anthony Joseph Janssens (1881)
- Évêque Henry Pinckney Northrop (1882)
- Évêque Alphonse Joseph Glorieux (en) (1885)
- Évêque Jeremiah O'Sullivan (en) (1885)
- Évêque Alfred Allen Paul Curtis (en) (1886)
- Évêque Leo Haid (en), O.S.B. (1888)
- Évêque John Samuel Foley (1888)
- Évêque Augustine Van de Vyver (en) (1889)
- Archevêque Placide Louis Chapelle (1891)
- Évêque Patrick James Donahue (en) (1894)
- Évêque John James Joseph Monaghan (en) (1897)
- Évêque Edward Patrick Allen (en) (1897)
- Évêque Benjamin Joseph Keiley (en) (1900)
- Évêque Henry Regis Granjon (en) (1900)
- Évêque Thomas James Conaty (en) (1901)
- Évêque William John Kenny (en) (1902)
- Évêque Denis J. O'Connell (en) (1908)
- Évêque Owen Patrick Bernard Corrigan (en) (1909)
- Évêque Edward D. Kelly (en) (1911)
- Évêque Thomas Joseph Shahan (en) (1914)
- Évêque William Thomas Russell (en) (1917)
- Évêque William Turner (en) (1919)

## Œuvres
- The Faith of Our Fathers, 1876
- Our Christian Heritage, 1889
- The Ambassador of Christ, 1896
- Discourses and Sermons, 1908
- A Retrospect of Fifty Years, 1916

Il écrit aussi dans plusieurs revues et journaux américains.